# Jan Rol
Jan Rol (* 28. April 1933 in Alkmaar; † 5. April 2012 ebenda) war ein niederländischer Radrennfahrer.

## Sportliche Laufbahn
Rol war im Straßenradsport aktiv. 1956 wurde er Unabhängiger, später Berufsfahrer. In der Olympia’s Tour 1956 gewann er eine Etappe und holte den Sieg in der Ronde van Noord-Holland. Zweiter wurde er 1956 bei Gent–Wevelgem im Amateurrennen hinter Gustaaf De Smet. 1961 gewann er die erste Austragung des Rennens Ster van Zwolle. In der Internationalen Friedensfahrt 1961 war er ausgeschieden. Auch die Tunesien-Rundfahrt hatte er in jener Saison bestritten.
Bei den Straßenradsport-Weltmeisterschaften 1956 wurde er beim Sieg seines Landsmannes Frans Mahn 10. im Rennen der Amateure.